# Alex Fernandez (actor)
Alex Fernandez (nacido el 22 de julio de 1967) es un actor estadounidense  conocido por su trabajo en televisión, donde ha participado en numerosas series de televisión como House, NCIS: Los Angeles, Prison Break, CSI: Miami, Heroes o The Shield, entre otras. 
Su trabajo como actor se ve complementado por su trabajo secundario de poner voz en distintos videojuegos, especialmente en el videojuego Final Fantasy X donde interpretaba a Maester Seymour Guado, o Magnus en Brutal Legend, entre otros. Asimismo, también ha puesto voz a distintos personajes de animación en películas como Vampire Hunter D (animación japonesa) y otras series como Family Guy o Spawn.

## Otros trabajos
En 2014, Alex Fernandez fue uno de los actores principales de una nueva serie de televisión Killer Women. En dicha serie, Alex Fernandez interpretaba el rol de Luis Zea, el jefe de la protagonista principal, Molly.